# Edmundo Pérez Zujovic
Edmundo Pérez Zujovic (Antofagasta, 11 de mayo de 1912-Santiago, 8 de junio de 1971) fue un empresario y político chileno, militante del Partido Demócrata Cristiano (PDC). Se desempeñó como ministro de Estado durante el gobierno del presidente Eduardo Frei Montalva, en la administración lideró las carteras de Obras Públicas e Interior.
En 1969 fue acusado por la oposición de izquierda de ser el principal responsable de la masacre de Puerto Montt —la muerte de once pobladores a manos de Carabineros durante un procedimiento de desalojo de una ocupación ilegal de terreno—.
El 8 de junio de 1971, durante el gobierno del presidente socialista Salvador Allende, fue asesinado por la Vanguardia Organizada del Pueblo (VOP) como represalia por aquella masacre. El hecho causó un terremoto político: el gobierno perdería apoyo desde la Democracia Cristiana, que lo culparía del atentado. Sin embargo, la VOP no tendría ningún vínculo con la Unidad Popular y esta última condenaría ampliamente los sucesos.

## Primeros años
Nacido en la ciudad chilena de Antofagasta el 11 de mayo de 1912, hijo de Servando Pérez y Ángela Zujovic. Realizó sus estudios secundarios en el colegio San Luis, de esa ciudad.
A los dieciocho años, al morir su padre de forma repentina, debió hacerse cargo de su familia: tres hermanos menores, su madre y el mayor de sus hermanos que estudiaba en la universidad, en Santiago. Por ese motivo no cursó estudios superiores. Pese a ello, logró forjarse como empresario, en particular del área de la construcción en la zona norte de su país.
Participó en sociedades que desarrollaban el negocio de las viviendas económicas, así como otros vinculados a la elaboración de yeso y de parqués. Fue asimismo un empresario visionario y progresista al iniciar las actividades pesqueras en el puerto de Iquique con la creación de la empresa Guanaye.
Se casó con Lidia Yoma, también antofagastina en 1938, con quien tuvo nueve hijos: cinco mujeres y cuatro hombres. Su esposa nunca pudo reponerse de su muerte y murió a los pocos años. Su hijo Edmundo, también militante democratacristiano, llegaría a ocupar en 2008 —durante el primer gobierno de la presidenta Michelle Bachelet— el cargo de ministro del Interior.

## Actividad política

### Aliado de Frei Montalva

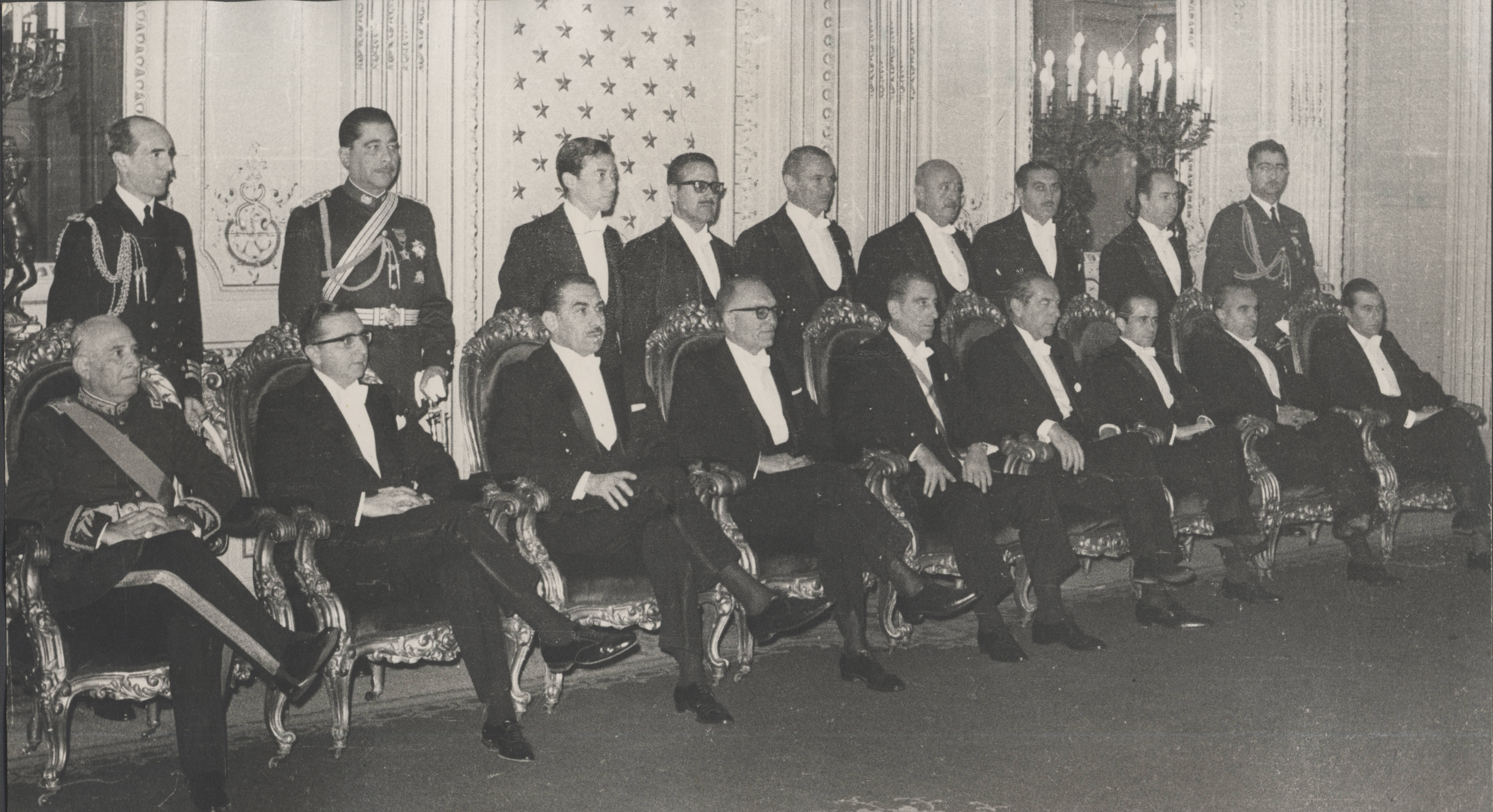
Edmundo Pérez Zujovic con el resto del gabinete de Eduardo Frei Montalva.

Como miembro fundador de la tienda falangista, Frei Montalva, su camarada, una vez en el poder, lo llamó a servir como ministro de Obras Públicas, primero, y como ministro del Interior, después. En el PDC desempeñó los cargos de presidente comunal, consejero nacional y vicepresidente nacional del partido.

### Masacre de Puerto Montt
Encabezaba esta última cartera cuando el 9 de marzo de 1969 ocurrió la masacre de Puerto Montt, en la que murieron once pobladores a manos de efectivos de Carabineros, durante el desalojo que había ordenado el gobierno de los terrenos ocupados ilegalmente. 
Según reseñan Emilio Filippi y Hernán Millas en Anatomía de un fracaso (La experiencia socialista chilena), de 1973, «un centenar de familias instigadas por el diputado socialista Luis Espinoza (...) ocupó unos terrenos y se negó a abandonarlos». «Aunque la orden de desalojo emanó de una autoridad provincial, la que no consultó a Santiago, Pérez Zujovic asumió toda la responsabilidad», destacan.[cita requerida] En consecuencia, la oposición de izquierda lo responsabilizó de las muertes y su intendente subrogante en la provincia de Llanquihue, Jorge Pérez Sánchez.
El 12 de junio de 1969 la Cámara de Diputados rechazó una acusación constitucional por «infracción de la Constitución, abuso de poder y atropellamiento de las leyes» en su contra, con 78 votos en contra, 54 a favor y tres abstenciones. Tres semanas después, presentó su renuncia al cargo de ministro del Interior, aduciendo la necesidad de volver a desempeñarse en una empresa constructora la cual había formado hace varios años. Su salida se hizo efectiva el 9 de julio.
El popular cantautor Víctor Jara, en su canción Preguntas por Puerto Montt, lo interpeló por la tragedia: «Usted debe responder, señor Pérez Zujovic, por qué al pueblo indefenso contestaron con fusil». Este suceso, entre otras circunstancias, contribuyó a generar un ambiente de odio hacia su persona en algunos sectores.[cita requerida]

### Asesinato
El 8 de junio de 1971, a las 10.50 a. m. hora local aproximadamente, un comando armado perteneciente a la organización de extrema izquierda Vanguardia Organizada del Pueblo (VOP) lo interceptó en la calle Hernando de Aguirre de Providencia —entre Carlos Antúnez y Carmen Sylva— cuando conducía su vehículo Mercedes Benz en compañía de su hija María Angélica, a la que iba a dejar a la Universidad Católica, donde tenía clases. Uno de los sujetos lo ametralló, incrustándole nueve balas.
La investigación policial culminó con la localización del comando armado y la subsecuente muerte de tres de los miembros del grupo: Heriberto Salazar Bello y los hermanos Ronald y Arturo Rivera Calderón, quienes habían militado anteriormente en las Juventudes Comunistas. Arturo había sido indultado como "joven idealista" por Salvador Allende en diciembre de 1970. Uno o dos años antes de la fundación de la VOP, Ronald militó transitoriamente en el Movimiento de Izquierda Revolucionaria, el cual abandonó por razones de incompatibilidad con el pensamiento táctico de dicha organización. Algunos de sus camaradas, como el escritor y político Enrique Campos Menéndez, señalaron a los jerarcas del régimen de la Unidad Popular (UP) como los autores intelectuales del crimen, al mismo tiempo que el presidente socialista Salvador Allende culpó a grupos paramilitares de extrema derecha de ser los autores del crimen.

### Homenajes póstumos

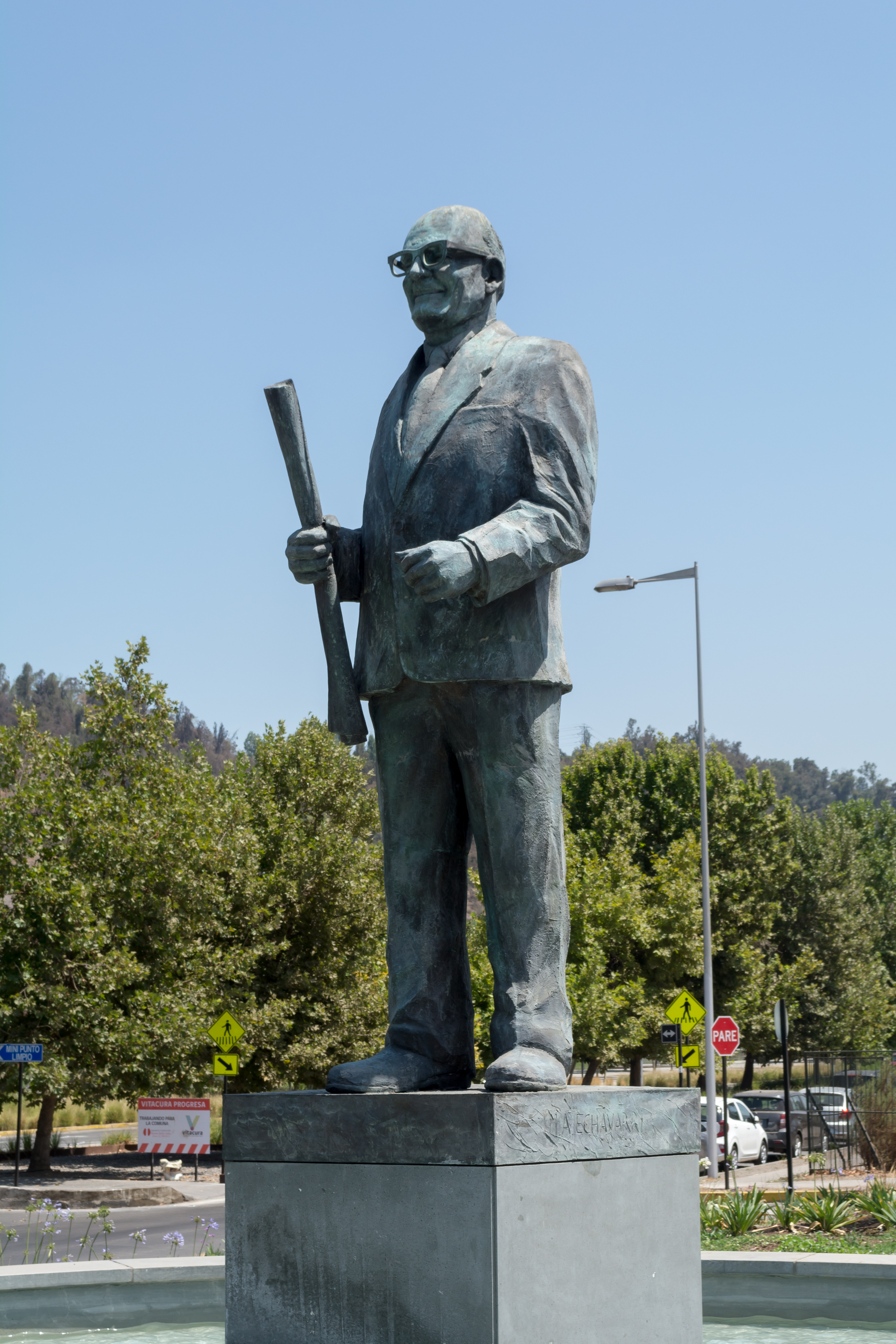
Monumento a Edmundo Pérez Zujovic en Vitacura.

El nombre de Pérez Zujovic se recuerda en diversas calles del país, además de una rotonda que había en la comuna de Vitacura, en Santiago. Producto del Plan Santiago Centro Oriente, que implicaban trabajos de mejoramiento vial en el sector y las avenidas Vitacura, Kennedy, Andrés Bello, la Costanera Norte y Costanera Sur, la rotonda fue eliminada en 2015 y se reemplazó por el Puente Pérez Zujovic, inaugurado en octubre del mismo año.
En 2012 fue levantado un monumento en su memoria en la esquina de las avenidas Bicentenario con Dag Hammarskjöld, en la comuna de Vitacura. La Facultad de Ciencias Físicas y Matemáticas de la Universidad de Chile instituyó en 1991 una beca con su nombre.